# Ipomoea tenuifolia
Ipomoea tenuifolia är en vindeväxtart som först beskrevs av Vahl, och fick sitt nu gällande namn av Ignatz Urban. Ipomoea tenuifolia ingår i släktet praktvindor, och familjen vindeväxter. Inga underarter finns listade i Catalogue of Life.